# 好想好想谈恋爱 (中国电视剧)
《好想好想谈恋爱》是一部中国电视连续剧，讲述了都市中四个单身女人的寻找爱情，并不断遭遇爱情问题的故事。2004年11月在南方电视台影视频道首播。
共三十二集，编剧李樯，导演刘心刚，主演有蒋雯丽、那英、曾黎、罗海琼及梁静。